# Томас, Лоуренс
Лоуренс Эндрю Кингсли Томас (англ. Lawrence Andrew Kingsley Thomas; род. 9 мая 1992, Сидней) — австралийский футболист, вратарь клуба «Уэстерн Сидней Уондерерс» и сборной Австралии.

## Клубная карьера
Томас — воспитанник клубов «Уинстон Хиллс Беарс», «Маркони Сталлионс» и «Блэктаун Сити». В 2010 году он дебютировал в составе последнего. В начале 2011 года Лоуренс присоединился в английскому «Шеффилд Юнайтед», но так и не смог дебютировать за основной состав. Летом того же года Томас в поисках игровой практики вернулся на родину, подписав контракт с «Мельбурн Виктори». 5 ноября в матче против «Брисбен Роар» он дебютировал в А-Лиге. В 2012 году Лоуренс для получения игровой практики на правах аренды перешёл в «Бентлейт Грин». Летом 2012 года он вернулся в «Мельбурн Виктори». В составе клуба Лоуренс дважды выиграл чемпионат, а также завоевал Кубок Австралии.
Летом 2020 года Томас перешёл в датский «Сённерйюск». В матче против «Мидтьюлланна» он дебютировал в датской Суперлиге.
Летом 2022 года Томас вернулся на родину, подписав контракт с «Уэстерн Сидней Уондерерс». 9 октября в матче против «Перт Глори» он дебютировал за новую команду.

## Международная карьера
11 июня 2021 года в отборочном матче чемпионата мира 2022 против сборной Непала Томас дебютировал за сборную Австралию.
В 2024 году Томас принял участие в Кубке Азии 2023 в Катаре. На турнире он был запасным и на поле не вышел.

## Достижения
Командные
 «Мельбурн Виктори»
- Победитель A-Лиги (2) — 2014/2015, 2017/2018
- Обладатель Кубка Австралии (1) — 2015